# Ansitz Ferklehen

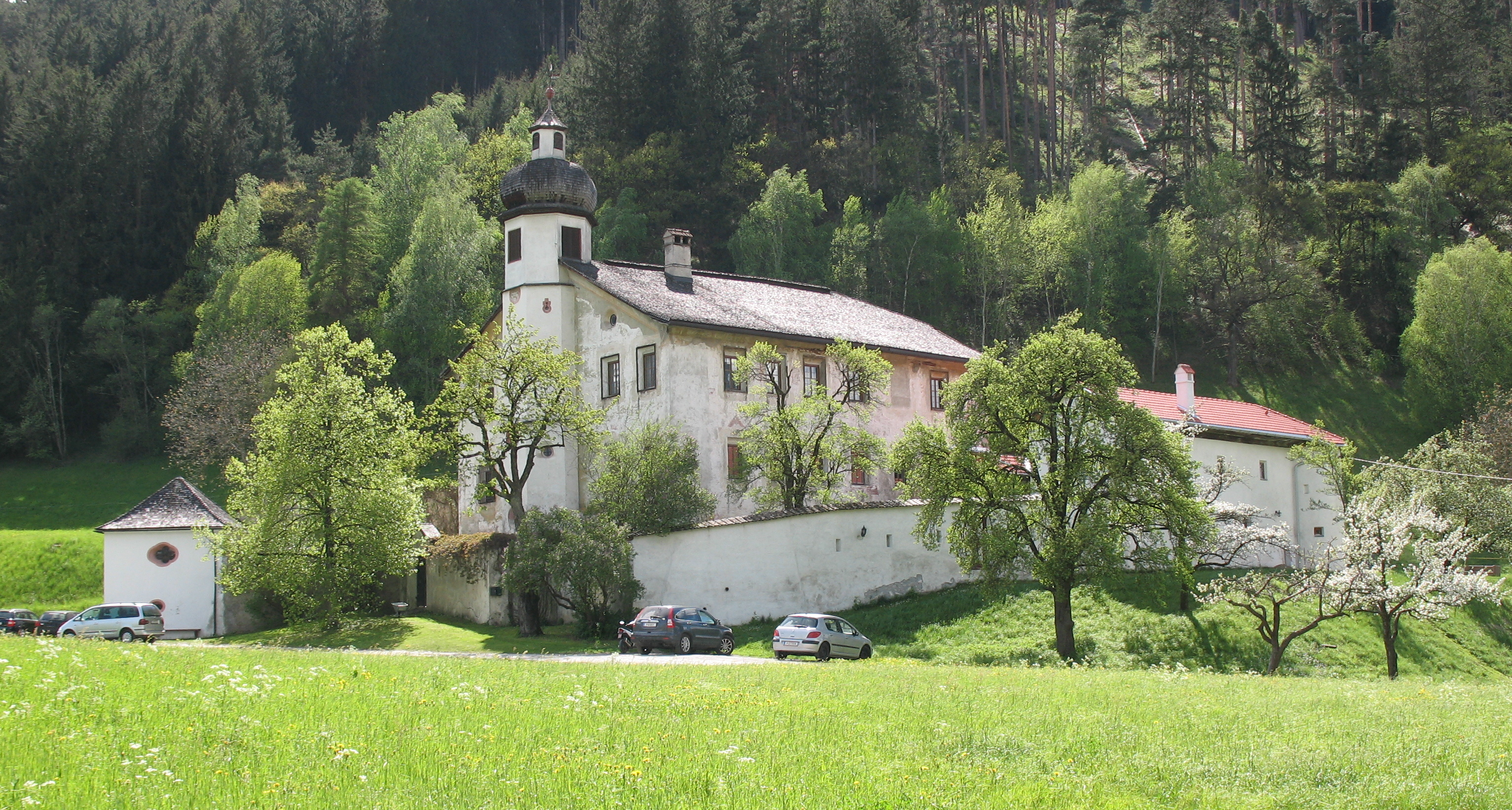
Ansitz Ferklehen, Ansicht von Nordosten

Der Ansitz Ferklehen, auch Schloss Ferklehen genannt, ist ein Ansitz im österreichischen Bundesland Tirol am südlichen Rand des Inntals, rund zehn Kilometer westlich der Innenstadt von Innsbruck. Die barocke Anlage gehört zwar zur Gemeinde Ranggen, steht aber nur wenige Meter vom westlichen Ortsrand von Unterperfuss entfernt. Sie wird deshalb auch Unterperfer Schlössl genannt. Mit ihr sind zahlreiche Legenden und Sagen verbunden, so zum Beispiel über einen versteckten Schatz und Geistererscheinungen wie eine weiße Frau und rot gekleidete Männchen.
Der Ansitz ist nicht zu besichtigen, kann aber von der Straße aus gut eingesehen werden. Er steht seit Oktober 1979 unter Denkmalschutz (Listeneintrag).

## Beschreibung

### Namensherkunft
Der Name Ferklehen bedeutet „Lehen des Fergen“, das heißt des Fährmanns, denn die Lehnsinhaber des Gutes betrieben jahrhundertelang die Fähre über den Inn und durften dafür Maut erheben. Nachdem 1482 die Innbrücke bei Zirl erbaut und die Fähre überflüssig geworden war, erhielten die Fergen als Ersatz das Recht, einen Brückenzoll zu erheben. Im Gegenzug waren sie für die Instandhaltung verantwortlich.

### Architektur
Der freistehende Ansitz hat ein barockes Aussehen, ist im Kern aber noch spätgotisch. Er ist von einer hohen Umfassungsmauer umgeben, an deren Ostseite sich das große Hauptportal befindet. Daneben ist seit 1935 der vom alten Innsbrucker Friedhof stammende Grabstein des einstigen Besitzers Andreas Dum in die Mauer eingelassen. Er zeigt das verwitterte Familienwappen und die Jahreszahl 1559.
Mittelpunkt des Anwesens ist ein rechteckiges, dreigeschoßiges Herrenhaus, dessen flaches Krüppelwalmdach mit Holzschindeln gedeckt ist. In der Mitte der östlichen Stirnseite steht ein zur Hälfte eingestellter, oktogonaler Turm, der sich nach oben hin stufenförmig verjüngt. Abgeschlossen ist er von einer Zwiebelhaube, die von einer Laterne und einer Wetterfahne bekrönt ist. Das Innere des Turms kann durch schmale Kreuzscharten und Ochsenaugen beleuchtet werden. Manche Fenster des Herrenhauses besitzen noch ihre originalen Fensterläden aus der Zeit der Gotik.
An der südwestlichen Ecke des Anwesens steht außerhalb der Ummauerung die zum Ansitz gehörende Kapelle im Stil des Barocks. Ihre zwei Geschoße erheben sich auf einem quadratischen Grundriss und sind von einem Pyramidendach abgeschlossen. Die südöstliche Fassade trägt eine große Malerei in Form einer Sonnenuhr. Das Erdgeschoß ist im Inneren mit leichten Stuckierungen dekoriert und von einer verputzten Flachdecke überspannt, die ein Deckenfresko mit einem Schutzengel trägt. Die Malerei stammt aus der zweiten Hälfte des 18. Jahrhunderts. Das Obergeschoß der Kapelle besitzt ein Tonnengewölbe mit einem Maria-Hilf-Bild vom Ende des 18. Jahrhunderts.
Weitere Gebäude, die zum Ansitz gehören, sind ein teilweise abgetragener Wehrturm an der Südost-Ecke und – nördlich des Herrenhauses – ein Wirtschaftsgebäude mit einem Grundriss in L-Form und dem Rest eines Rundturms. Die Dacheindeckung war 2010/2011 derart marode, dass eine Kompletterneuerung mit roten Tonziegeln erforderlich wurde.

## Geschichte
Das Anwesen wurde im Jahr 1355 erstmals urkundlich erwähnt, als der Innsbrucker Bürger Conrad de Mor das damalige Gut „Ob Pervens genannt Vercklehen“ an Autho von Matrei verkaufte. 1545 war es im Besitz des Bauern Lindenthaler, der es in jenem Jahr an Andreas Dum veräußerte. Der neue Besitzer begann noch im selben Jahr mit einem spätgotischen Neubau, für den er 1548 die Freiung zum adeligen Sitz erhielt. Dieser wurde 1552 durch Truppen des protestantischen Kurfürsten Moritz von Sachsen geplündert.
1573 erwarb der Tiroler Landesfürst Ferdinand II. den Ansitz und schenkte ihn seiner Frau Philippine Welser. Sie nutzte ihn für Jagdveranstaltungen, denn die Lage Ferklehens nahe dem wildreichen Wald war ideal, um das Anwesen als Jagdsitz zu nutzen. Philippine übergab es nach einigen Jahren der landesfürstlichen Hofkammer, womit der Ansitz in das Eigentum des Landes Tirol überging. Auch Ferdinands Nachfolger nutzten ihn als Jagdschloss, ehe Erzherzog Ferdinand Karl ihn 1649 seinem Oberforstmeister Voglmayr schenkte.

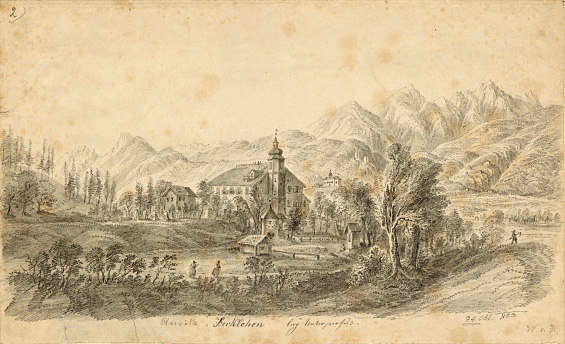
Zeichnung des Ansitzes aus dem Jahr 1853 von Welf von Isser-Gaudententhurn

Ab 1699 gehörte Ferklehen den Freiherren von Reinhart. Als Franz Virgil von Reinhart Eigentümer war, wurde das Anwesen – wie auch die umliegenden Dörfer – während des Bayrischen Rummels im Zuge des Spanischen Erbfolgekriegs 1703 von bayerischen Truppen niedergebrannt. Die Brandschatzung war eine Vergeltungsaktion für die Ermordung von Ferdinand Graf Arco, des Adjutanten und Freundes des bayerischen Kurfürsten Maximilian Emmanuel. Arco war von dem kaiserlichen Revierförster Anton Lechleitner erschossen worden, weil Lechneitner ihn fälschlicherweise für den Kurfürsten gehalten hatte. Franz Virgil ließ den Ansitz samt Kapelle nach Kriegsende verkleinern und im Stil des Barocks wiederaufbauen und betrieb dort eine Musterlandwirtschaft.
Die Familie von Reinhart blieb bis in das Jahr 1853 Eigentümerin, dann gelangte das Anwesen an die Familie Vintler, von der es 1920 im Erbgang an die heutige Eigentümerin, die Familie von Schreckenthal, gelangte. Diese ließ die Anlage 1978 umfassend restaurieren.